# 舞鶴鉄道部
舞鶴鉄道部（まいづるてつどうぶ）とは、かつて京都府綾部市にあった西日本旅客鉄道（JR西日本）の鉄道部の一つである。

## 概要
ローカル線の活性化と効率的な鉄道運営ができるように1991年4月1日から鉄道部制度を導入し、舞鶴線全線と山陰本線園部駅（構内を除く） - 福知山駅（構内を除く）間を舞鶴鉄道部が運営するように改められた。
綾部駅構内にあり、福知山支社が管轄していたが、鉄道部制度の見直しにより廃止された。

## 沿革
- 1991年（平成3年）4月1日：鉄道部制度に伴い、西舞鶴駅構内に第2次鉄道部として発足[1][2]。
- 1994年（平成6年）：綾部駅構内に移転。
- 2006年（平成18年）7月1日[要出典]：舞鶴鉄道部が廃止。